# 博尔哈什
博尔哈什，是匈牙利绍莫吉州所辖的一个村。总面积31.43平方公里，总人口428，人口密度13.6人/平方公里（2011年1月1日）。